# Faustine Cartegnie
Faustine Cartegnie est une joueuse de football française née le 12 janvier 1987 à Valenciennes (France).

## Biographie
Après avoir joué dans divers clubs français, elle rejoint le Standard de Liège en juin 2013, transférée du RAEC Mons. Après avoir mis un terme à sa carrière en 2014 pour favoriser ses vies familiales et professionnelles, elle retrouve ensuite le club de Cambrai.

## Palmarès
- Championne de Belgique (1): 2014 avec le Standard de Liège

### Bilan
- 1 titre